# Ulmus laevis
Espèce
Répartition géographique
Ulmus laevis, l'Orme lisse, orme blanc ou orme pédonculé, est une espèce de plantes à fleurs de la famille des Ulmacées. C'est un arbre originaire d'Eurasie.

## Synonymes
- U. pedunculata Fougeroux de Bondaroy
- U. effusa Willd.
- U. ciliata Ehrh.
- U. octandra Schkuler.
- U. racemosa Borckh.

## Description

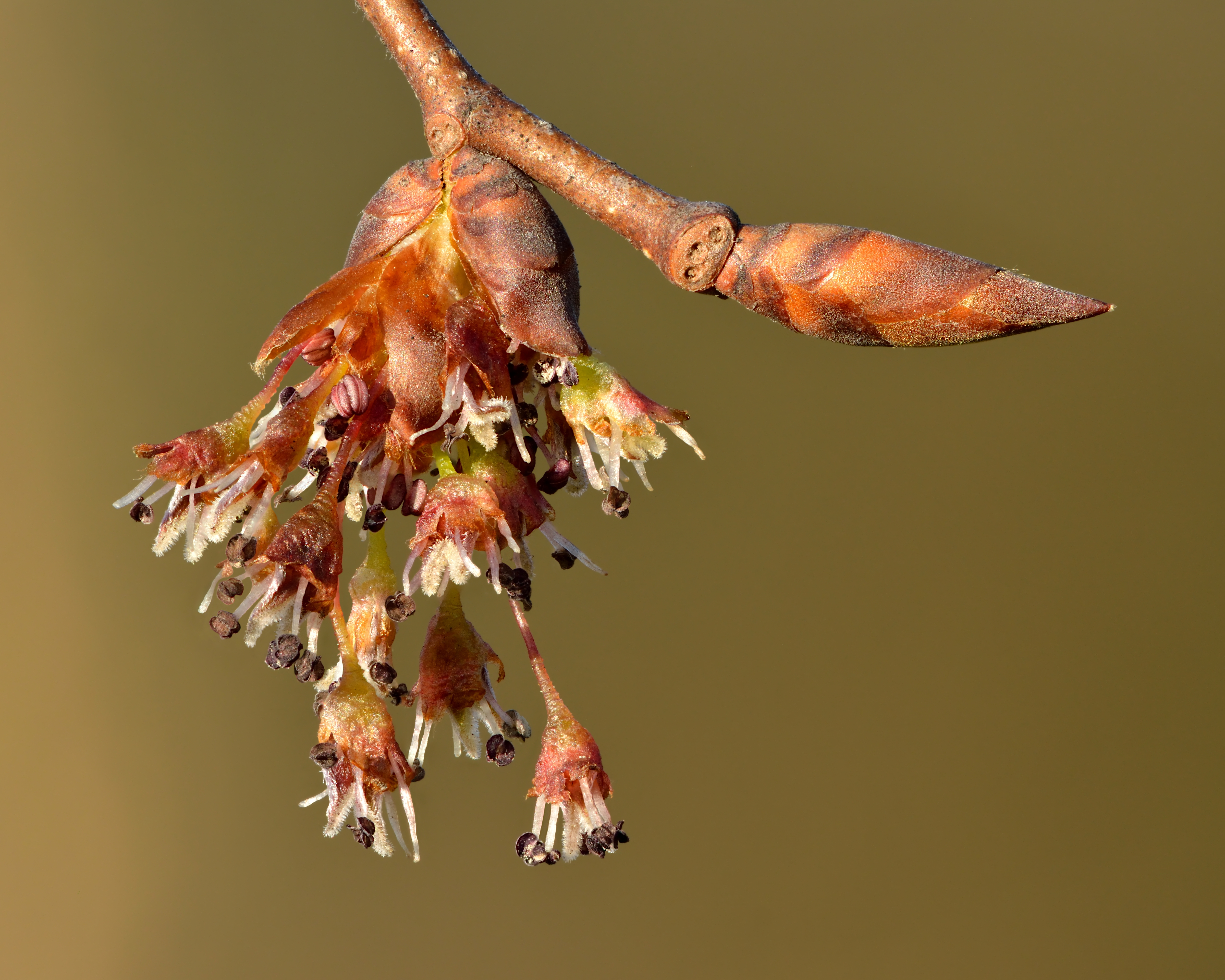
Floraison et bourgeon d'un Ulmus laevis.

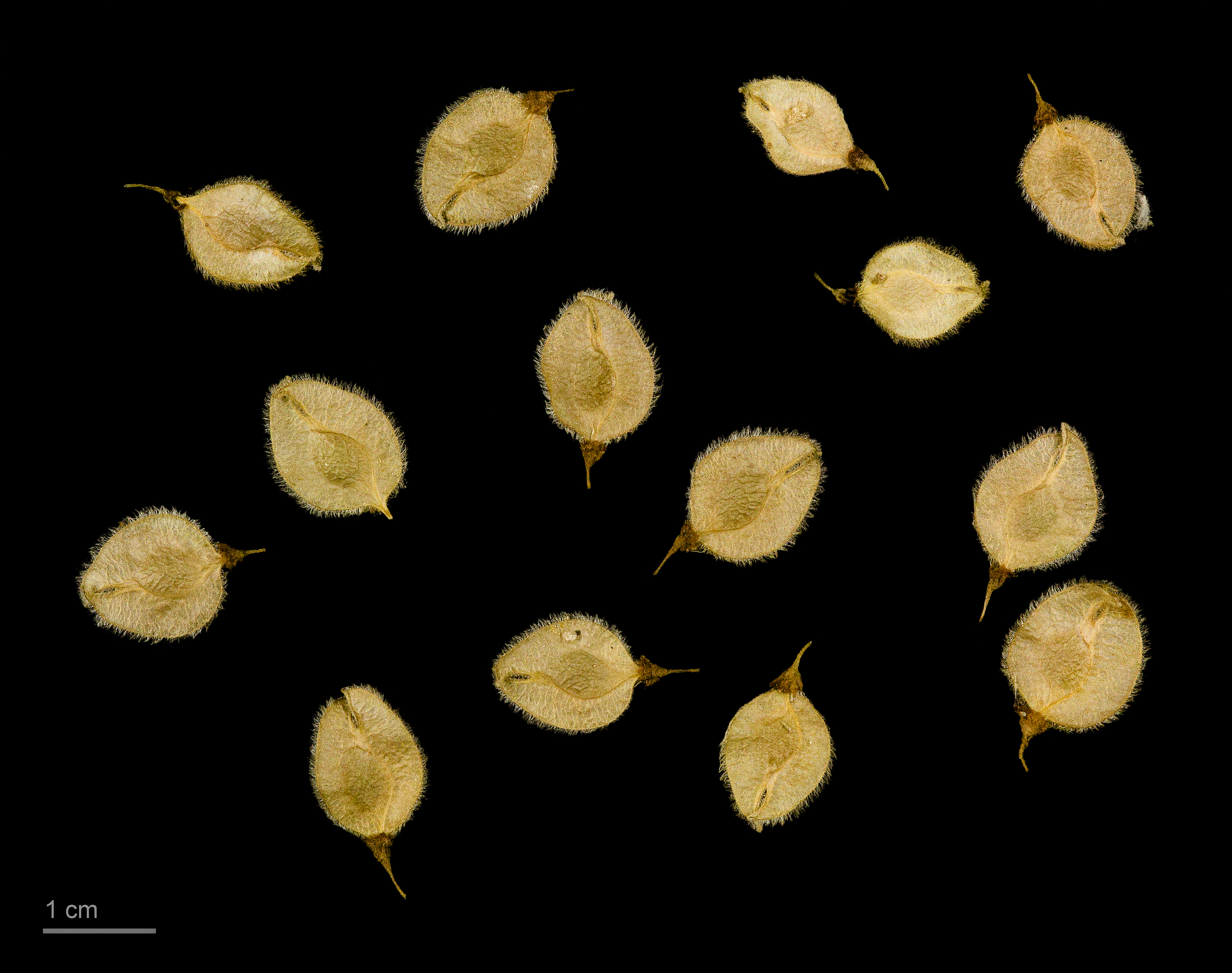
Ulmus laevis : samares
au Muséum de Toulouse.

Cette description est inspirée de celle de Christian You, 2012.
- Port général : arbre de 15 à 20 m, mais pouvant atteindre 30 m. Forme de cône arrondi à la cime. Tronc droit, bosselé au-dessus du tiers inférieur et garni de gourmands grêles. Base munie de grosses racines à contreforts très développés lui assurant une bonne fixation dans les zones de prédilection des forêts alluviales. Écorce d’abord lisse devenant épaisse et fissurée.
- Appareil végétatif : jeunes rameaux et turions pubescents même à maturité. Bourgeons très pointus brun-rouge, glabres à faiblement ciliés. Feuilles fortement asymétriques, molles, dentées. Pétiole pubescent. Limbe au revers à peine pubescent, sauf sur les nervures.
- Appareil reproducteur : fleurs et fruits portés par de longs pédicelles (1-3 cm) se réunissant en faisceaux. Samares velues et ciliées au bord (voir photo de la taxobox).

## Habitat et distribution

### Habitat
Forêts alluviales (alliance de l’Alnion glutinosae) et de l’aulnaie-frênaie (alliance de l’Alno Padion) ordre des Fagetalia sylvaticae ; c’est une espèce de demi-ombre sur des matériaux alluviaux fins, limono-argileux, riches, neutres à légèrement acides. En Suisse, c'est une espèce typique du Fraxinion, où il s'installe dans des milieux trop humides pour le hêtre.

### Distribution
L’orme lisse est essentiellement présent au nord de la partie occidentale de l'Écozone paléarctique. Devenu rare à l'état naturel (du fait notamment de la graphiose), il est cependant présent sur la majeure partie du territoire de la France métropolitaine, à l'exception notamment des zones suivantes : majeure partie du Midi-Méditerranéen et des Alpes, Pays basque, tiers nord de Nouvelle-Aquitaine, Maine, Haute-Normandie, Artois.

## Propriétés et utilisation
De croissance assez rapide, le bois de l’Orme lisse est mou, Jaunâtre, noueux et peu durable. Il n'est pas utilisé, à l'exception notable de la loupe d'orme recherchée en ébénisterie d'art.
L'Orme blanc est l'une des espèces d'ormes les moins touchées par la graphiose, maladie qui a décimé les populations européennes et américaines d'ormes au 20e siècle et qui sévit encore sur ces deux continents.